# هيكتور سالفا
هيكتور سالفا (بالإسبانية: Héctor Salva)‏ مواليد 27 نوفمبر 1939 في مونتفيدو - الوفاة 20 نوفمبر 2015، كان لاعب كرة قدم أوروغوياني كان يلعب كلاعب وسط. سبق له أن لعب في كأس العالم لكرة القدم مع منتخب بلاده.

## المسيرة الاحترافية

### أندية لعب لها
- ناسيونال مونتيفيديو
- رامبلا جونيورز
- جيمناسيا لابلاتا

## روابط خارجية
- هيكتور سالفا على موقع الاتحاد الدولي (مؤرشف)  (الإنجليزية)
- هيكتور سالفا على موقع قاعدة بيانات كرة القدم.إي يو (الإنجليزية)
- هيكتور سالفا على موقع ناشيونال فوتبول تيمز (الإنجليزية)